# Ružena Bajcsy
Ružena Bajcsy pertenece a las 50 científicas más importantes de América. Nació en el año 1933 en Bratislava. A partir del 2001 es profesora en la Universidad de California en Berkeley.

## Vida
Se graduó en la Universidad Técnica de Eslovaquia, pero el régimen comunista le impidió desarrollar una carrera científica exitosa aunque era una de las mejores licenciadas en Ingeniería Técnica. En esta etapa tuvo problemas para continuar  en su investigación y tuvo que trabajar duro en la fábrica de la compañía Tesla. Después de cinco años logró doctorarse.
El momento decisivo de su vida fue la posibilidad de estudiar en la Universidad  Stanford en 1967 que, por supuesto, aprovechó. Después de la Primavera de Praga en 1969 no regresó a Checoslovaquia y en América continuó con su labor en las ciencias computacionales. En el mundo de máximo progreso de tecnologías y ordenadores, esta experiencia fue muy útil e importante para su futuro. En la Universidad Stanford obtuvo su segundo doctorado. 
De Stanford se fue a Filadelfia donde ejerció cátedra durante 29 años.  A mediados de los 90 recibió una oferta de empleo de la administración del presidente democrático Bill Clinton. En Washington encabezó la Fundación Nacional de Investigación para las Ciencias de la Computación. Sa trató de un proyecto gubernamental financiado por el Congreso, en el cual Ruzena Bajcsy tuvo a su cargo un presupuesto de 500 millones de dólares. Dirigió un grupo de 60 manageres, programadores e investigadores. En los siguientes 3 años crearon programas nuevos y decidieron quién recibe finanzas para su investigación. Este proyecto favoreció el avance de las ciencias computacionales, de la  arquitectura y de la inteligencia artificial, y tuvo gran éxito. 
Desde el 2001, cuando el republicano Georg W. Bush fue elegido presidente,  Ruzena Bajcsy desempeña la labor de profesora en la Universidad de California en Berkeley. Colabora en un proyecto cuyo objetivo es situar a personas u objetos en el medio virtual mediante la digitalización de estos. Para demostrar esta tecnología se sirve de la danza. 
Sus esfuerzos fueron apreciados y recibió unos premios prestigiosos: el premio de la Asociación de las Ciencias Computacionales en 2001 (Association for Computing Machinery – ACM), el premio del servicio especial de ACM en 2003 y el premio de la Asociación de la Investigación de Computación (Computing Research Association) en 2003. Obtuvo la Medalla de Benjamin Franklin por su labor en ciencia cognitiva y computacional, por sus innovaciones en robótica y, especialmente, por el desarrollo de métodos que facilitan el análisis de las imágenes de la medicina.

## Escritos
Ruzena ha escrito más de 225 artículos en revistas científicas, 25 capítulos de libros, 66 informes técnicos y ha estado en numerosos consejos de redacción.

## Investigación actual
Su investigación actual se centra en inteligencia artificial; biosistemas y biología computacional; control, inteligencia de sistemas y robótica; computación gráfica e interacción persona-computadora, visión artificial y ciberseguridad.
- Datos: Q10959
- Multimedia: Ruzena Bajcsy / Q10959